# Simning vid olympiska sommarspelen 1912

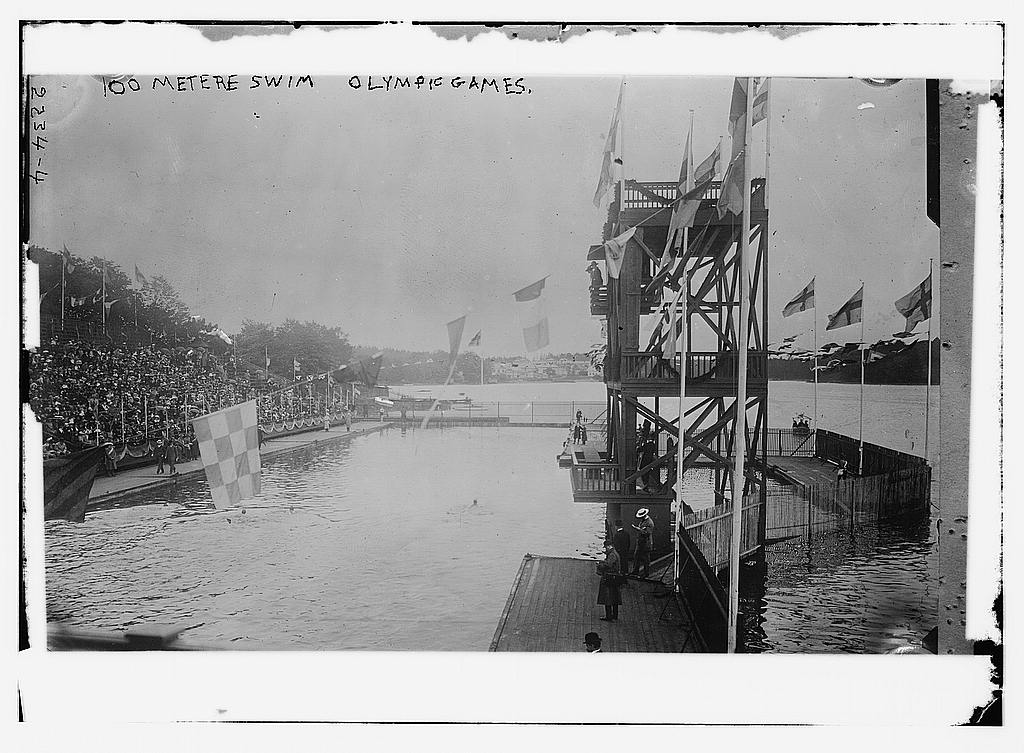
Simanläggningen i Djurgårdsbrunnsviken under spelen.

Simningen vid olympiska sommarspelen 1912 i Stockholm bestod av nio grenar, sju för män och två för kvinnor, och hölls mellan den 6 och 12 juli 1912 på en hundrametersbana som byggts upp i Djurgårdsbrunnsviken. Antalet deltagare var 120 tävlande från 17 länder.
Detta var första gången som kvinnor fick delta i simningstävlingarna vid de olympiska spelen.

## Medaljfördelning
| Pl. | Nation         | Guld | Silver | Brons | Totalt |
| --- | -------------- | ---- | ------ | ----- | ------ |
| 1   | Tyskland       | 2    | 3      | 2     | 7      |
| 2   | Australasien   | 2    | 2      | 2     | 6      |
| 3   | USA            | 2    | 1      | 1     | 4      |
| 4   | Kanada         | 2    | 0      | 0     | 2      |
| 5   | Storbritannien | 1    | 2      | 3     | 6      |
| 6   | Sverige        | 0    | 1      | 0     | 1      |
| 7   | Österrike      | 0    | 0      | 1     | 1      |

## Medaljörer

### Damer
| Gren                         | Guld                                                                | Silver                                                            | Brons                                                                  |
| 100 m frisim Detaljer...     | Fanny Durack Australasien                                           | Wilhelmina Wylie Australasien                                     | Jennie Fletcher Storbritannien                                         |
| 4 x 100 m frisim Detaljer... | Storbritannien Belle Moore Jennie Fletcher Annie Speirs Irene Steer | Tyskland Wally Dressel Louise Otto Hermine Stindt Grete Rosenberg | Österrike Margarete Adler Klara Milch Josephine Sticker Berta Zahourek |

### Herrar
| Gren                         | Guld                                                                      | Silver                                                             | Brons                                                                     |
| 100 m frisim Detaljer...     | Duke Kahanamoku USA                                                       | Cecil Healy Australasien                                           | Kenneth Huszagh USA                                                       |
| 400 m frisim Detaljer...     | George Hodgson Kanada                                                     | John Hatfield Storbritannien                                       | Harold Hardwick Australasien                                              |
| 1500 m frisim Detaljer...    | George Hodgson Kanada                                                     | John Hatfield Storbritannien                                       | Harold Hardwick Australasien                                              |
| 100 m ryggsim Detaljer...    | Harry Hebner USA                                                          | Otto Fahr Tyskland                                                 | Paul Kellner Tyskland                                                     |
| 200 m bröstsim Detaljer...   | Walter Bathe Tyskland                                                     | Wilhelm Lützow Tyskland                                            | Paul Malisch Tyskland                                                     |
| 400 m bröstsim Detaljer...   | Walter Bathe Tyskland                                                     | Thor Henning Sverige                                               | Percy Courtman Storbritannien                                             |
| 4 x 200 m frisim Detaljer... | Australasien Cecil Healy Malcolm Champion Leslie Boardman Harold Hardwick | USA Kenneth Huszagh Harry Hebner Perry McGillivray Duke Kahanamoku | Storbritannien William Foster Thomas Battersby John Hatfield Henry Taylor |

## Deltagande nationer
Totalt deltog 120 simmare, 93 män och 27 kvinnor, från 17 länder vid de olympiska spelen 1912 i Stockholm.
| - Australasien (9) - Belgien (5) - Danmark (1) - Finland (6) - Frankrike (3) - Grekland (1) | - Italien (2) - Kanada (1) - Norge (5) - Ryssland (4) - Storbritannien (18) - Sverige (24) | - Sydafrika (1) - Tyskland (17) - Ungern (8) - USA (7) - Österrike (8) |